# Карл Кеннель
Карл Кеннель (нім. Karl Kennel; 17 січня 1914, Пірмазенс — 1 липня 1999, Пірмазенс) — німецький льотчик-ас винищувальної і штурмової авіації, майор люфтваффе (30 січня 1945). Кавалер Лицарського хреста Залізного хреста з дубовим листям.

## Біографія
Після закінчення гімназії в 1934 році вступив у поліцію Людвігсгафена. 9 травня 1935 року переведений до люфтваффе. Закінчив авіаційне училище в Шляйссгаймі, отримав підготовку льотчика-винищувача. В грудні 1938 року пройшов підготовку пілота Bf.110 і в 1939 році був зарахований в 1-у групу 26-ї важкої винищувальної ескадри. Під час Французької кампанії здійснив 48 бойових вильотів. Свою першу перемогу здобув, збивши британський літак у районі Дюнкерка. Під час битви за Британію, літаючи у складі 2-ї групи 2-ї важкої винищувальної ескадри, здійснив 30 бойових вильотів і збив ще 2 літаки. З квітня 1942 року — командир 1-ї ескадрильї навчальної важкої винищувальної групи, яка займалася навчанням льотчиків польотам на Ме.210. В жовтні 1942 року переведений в штурмову авіацію і 1 листопада 1942 року призначений командиром 5-ї ескадрильї 1-ї ескадри пікіруючих бомбардувальників, озброєної літаками FW.190. Учасник боїв в Україні та Південній Росії, де збив ще 25 літаків. З 15 листопада 1943 року — командир 1-ї групи 152-ї ескадри підтримки сухопутних військ, з 29 липня 1944 року — 2-ї групи 2-ї ескадри підтримки сухопутних військ, якою командував до кінця війни.
Всього за час бойових дій здійснив 957 бойових вильотів і збив 34 літаки, в тому числі 31 радянський.

## Нагороди
- Нагрудний знак пілота
- Медаль «За вислугу років у Вермахті» 4-го класу (4 роки)
- Медаль «У пам'ять 1 жовтня 1938» із застібкою «Празький град»
- Залізний хрест
  - 2-го класу (26 травня 1940)
  - 1-го класу (24 червня 1940)
- Почесний Кубок Люфтваффе (9 вересня 1941)
- Німецький хрест в золоті (6 березня 1942)
- Лицарський хрест Залізного хреста з дубовим листям
  - лицарський хрест (19 вересня 1943) — за 500 бойових вильотів
  - дубове листя (№ 666; 25 листопада 1944) — за 800 бойових вильотів.
- Авіаційна планка штурмовика в золоті з підвіскою «900»